# Nabadwip
Nabadwip, Nadia, Nadya o Nadiya és una ciutat de l'Índia, a l'estat de Bengala Occidental, antiga capital del districte de Nadia, a la riba oest del Bhagirathi. El 1901 la població era de 10.880 habitants quasi tots hindús tot i que al districte el 59% dels habitants eren musulmans. Al cens del 2001 consta amb una població de 115.036 habitants. El nom vol dir "Nova Illa". Hauria estat fundada al segle xii per Lakshman Sen, fill de Ballal Sen, i fou capturada per Muhammad-i-Bakhtyar Khalji el 1203. Hi va nàixer al final del segle xv el reformador vaixnavita Chaitanya, en honor del qual es fa un festival cada any al gener o febrer. La ciutat de Nabadiwp va esdevenir una municipalitat amb el nom de Nadia el 1869. A l'Índia independent tornà a portar el nom tradicional de Nabadwip.